# Cacia formosana
Cacia formosana là một loài bọ cánh cứng trong họ Cerambycidae.